# Bee and Brother’s Store
Bee and Brother’s Store ist ein Baudenkmal in Oamaru in der Region Otago auf der Südinsel Neuseelands.
Das 1872 errichtete ehemalige Lager befindet sich an der Ecke 1 Itchen Street und Tyne Street und gehört zur Harbour/Tyne Street Historic Area.
Am 25. September 1986 wurde das Bauwerk vom New Zealand Historic Places Trust unter der Nummer 4693 als Denkmal der Kategorie 2 (Historic Place Category II) eingestuft.